# Seriphidium gurganicum
Seriphidium gurganicum là một loài thực vật có hoa trong họ Cúc. Loài này được (Krasch.) K.Bremer & Humphries ex Y.R.Ling miêu tả khoa học đầu tiên năm 1991.